# Guido von Starhemberg

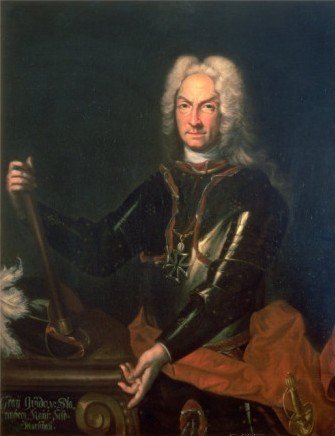
Guido von Starhemberg, Porträt von Gottfried Kneller (HGM).
Starhembergs Unterschrift:

Graf Guido von Starhemberg (* 11. November 1657 in Graz; † 7. März 1737 in Wien, auch Guidobald) war ein kaiserlicher österreichischer Feldherr.

## Herkunft
Seine Eltern waren Bartholomäus von Starhemberg (* 1625; † 22. März 1676) und dessen Ehefrau Gräfin Esther von Windischgrätz († 20. Juni 1697). Sein Bruder Maximilian Adam Franz (1669–1741) war kaiserlicher Feldmarschall.

## Leben
Er wurde zunächst von den Eltern für den geistlichen Stand bestimmt und in Graz von den Jesuiten erzogen. Er folgte aber seiner militärischen Bestimmung und trat im Alter von 20 Jahren in das kaiserliche Heer ein. Er kämpfte während der Belagerung Wiens 1683 mit Auszeichnung als Adjutant seines Onkels Ernst Rüdiger von Starhemberg, folgte nach dem Entsatz Wiens dem Heer nach Ungarn und tat sich auch dort vielfach, unter anderem 1686 bei der Belagerung von Ofen, 1687 bei Mohács und bei der Erstürmung Belgrads (6. September 1688) sowie in der Schlacht bei Slankamen (19. August 1691) hervor. Er wurde 1692 zum Feldmarschalleutnant befördert und zum Kommandanten der Festung Ehrenbreitstein ernannt. 1693 wurde er wieder nach Ungarn berufen, wo er sich neuerlich bewährte und 1695 zum Generalfeldzeugmeister ernannt wurde.
Zusammen mit Eugen von Savoyen siegte Guido von Starhemberg am 11. September 1697 in der entscheidenden Schlacht bei Zenta und stieg neben den Prinzen bald zum bedeutendsten Feldherrn im kaiserlichen Heer auf.
Nach Beginn des spanischen Erbfolgekriegs ging er mit Prinz Eugen nach Italien und nahm an der Belagerung von Mantua und an der Schlacht bei Luzzara teil. Im Jahr 1703 wurde Prinz Eugen nach Wien abberufen, worauf Graf Guido den Oberbefehl in Italien erhielt. Er kämpfte erfolgreich gegen den Herzog von Vendôme bei Ostiglia, manövrierte dann die Truppen des General Albergotti aus und konnte durch seinen Zug nach Piemont die geplante Vereinigung der Franzosen mit den Bayern unter Kurfürst Max Emanuel in Südtirol verhindern. Noch im gleichen Jahr geriet Starhemberg mit Herzog Viktor Amadeus II. von Savoyen in Streit, so dass er durch den Feldmarschall Wirich Graf Daun ersetzt werden musste.
1708 übernahm Starhemberg als Feldmarschall das Kommando der in Spanien kämpfenden österreichischen Armee und führte trotz der geringen ihm zu Gebote stehenden Streitkräfte den kleinen Krieg siegreich.
1710 zog er nach den Siegen bei Almenara und Saragossa in Madrid ein, wurde aber nach der Schlacht bei Villaviciosa sowie durch Mangel und die Teilnahmslosigkeit des spanischen Volkes an der Sache Karls bald zum Rückzug nach Barcelona genötigt. Als Karl nach dem Tod Joseph I. in die österreichischen Erblande zurückgekehrt war, blieb Starhemberg als Vizekönig in Barcelona zurück, konnte sich aber trotz seiner genialen Taktik und seines Mutes, der ihm den spanischen Beinamen el gran capitán verschaffte, aus Mangel an Unterstützung daselbst nicht halten und ließ sich infolge des Neutralitätstraktats vom 14. Mai 1713 mit den Resten seiner Truppen auf englischen Schiffen nach Genua übersetzen.
Starhemberg zog sich nach Laibach zurück und lebte bis 1717 als Ordenskomtur in der dortigen Deutschordenskommende, die er 1700 erhalten hatte. In den Jahren 1714 und 1715 ließ er die dortige Ordenskirche Maria-Hilf im Barockstil umbauen. 1717 verzog er nach Wien und wurde 1720 Landkomtur, später Großkomtur der Ballei Österreich des Deutschen Ordens. Er starb am 7. März 1737. Sein Grabdenkmal befindet sich in der Deutschordenskirche (Wien).

## Museale Rezeption

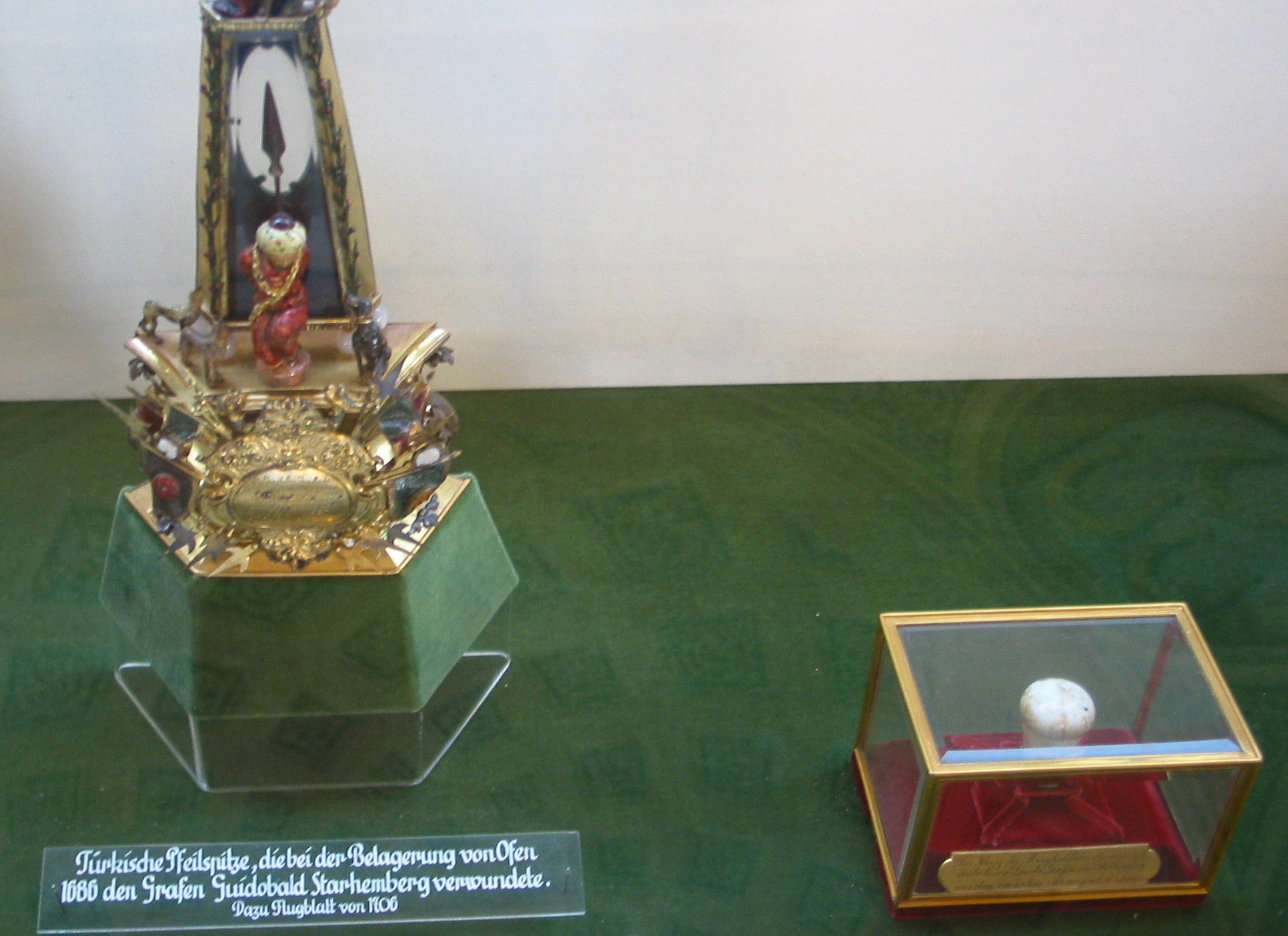
Erinnerungsstücke im HGM

Durch die kaiserliche Entschließung von Franz Joseph I. vom 28. Februar 1863 wurde Guido von Starhemberg in die Liste der „berühmtesten, zur immerwährenden Nacheiferung würdiger Kriegsfürsten und Feldherren Österreichs“ aufgenommen, zu deren Ehren und Andenken auch eine lebensgroße Statue in der Feldherrenhalle des damals neu errichteten k.k. Hofwaffenmuseums (heute: Heeresgeschichtliches Museum Wien) errichtet wurde. Die Statue wurde 1875 vom Bildhauer Franz Gastell aus Carrara-Marmor geschaffen, gewidmet wurde sie von Camillo Fürst Starhemberg (1804–1872).
Im Heeresgeschichtlichen Museum befinden sich einige weitere Erinnerungsstücke an Guido von Starhemberg. Neben einem Porträt von Gottfried Kneller ist auch die türkische Pfeilspitze ausgestellt, mit der er bei der Belagerung von Ofen 1686 verwundet wurde. Auch der Knauf seines Marschallstabs ist in dem Wiener Museum ausgestellt.